# Arbeiderswijk
Een arbeiderswijk is een wijk waar voornamelijk gezinnen uit de arbeidersklasse zich vestigden. Arbeiderswijken werden soms speciaal gebouwd voor deze doelgroep door gemeenten, bouwmaatschappijen, speculanten of woningbouwverenigingen zonder winstoogmerk. Sommige fabrikanten lieten voor hun eigen arbeiders woningen bouwen. Woningen die speciaal werden gebouwd voor de verhuur aan arbeiders noemde men arbeiderswoningen. In andere gevallen hebben mensen uit de arbeidersklasse in de loop der tijd de overhand gekregen in bestaande wijken. In de volksmond zijn dergelijke wijken ook arbeiderswijken gaan heten.

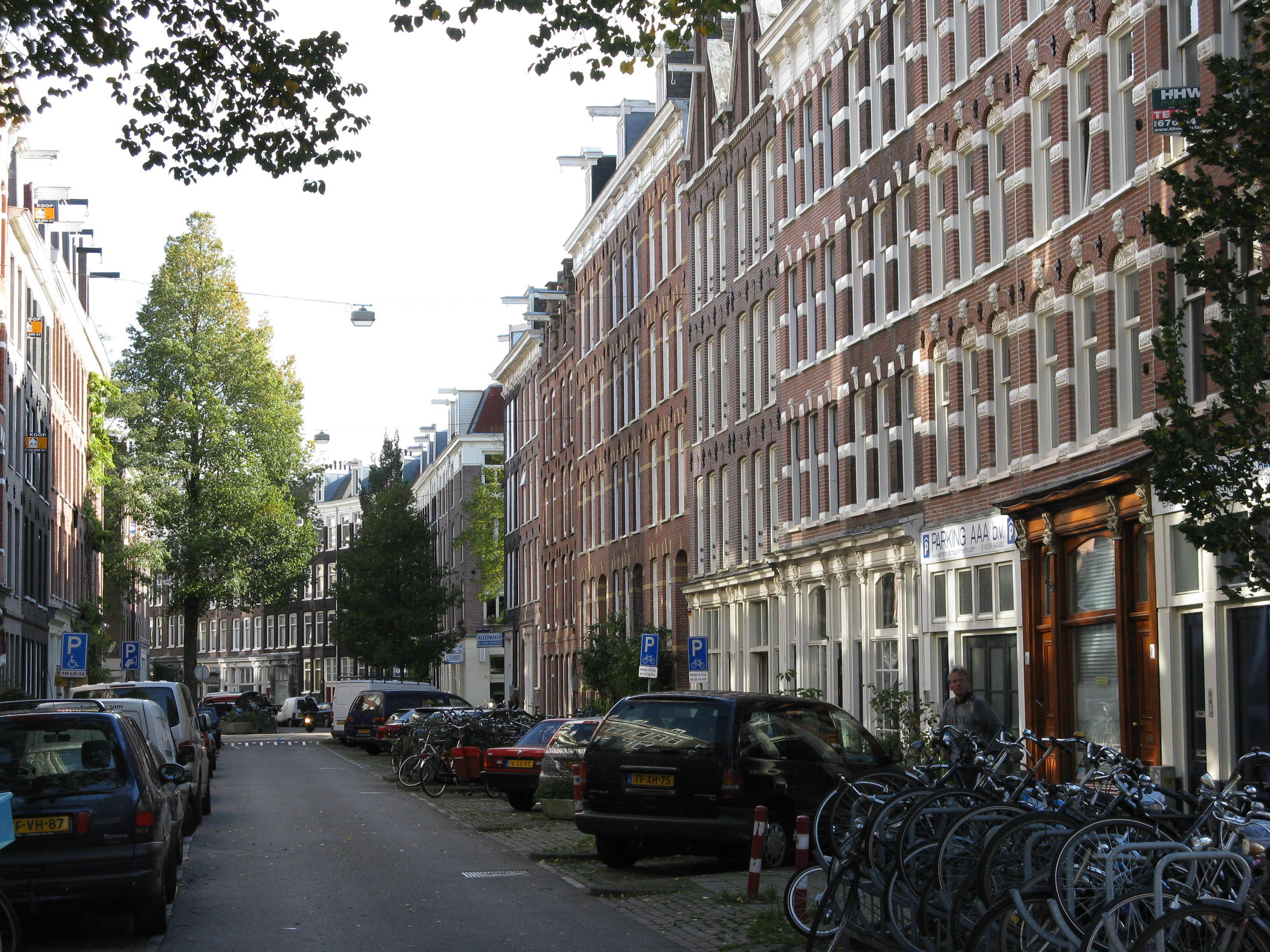
Revolutiebouw in de arbeiderswijk De Pijp, Amsterdam

## 19e en 20e eeuw
Sommige fabrikanten lieten in de 19e en 20e eeuw op grote schaal wijken realiseren ten behoeve van hun werknemers. Dit gebeurde tijdens de Industriële revolutie, toen de massaproductie ook in de Westelijke landen, waaronder Engeland en Nederland werd ingevoerd en er veel werkgelegenheid ontstond in fabrieken. Arbeiderswijken vindt men vaak terug in de grote steden, of in kleinere industriesteden aan de rand van de stad. Waar veel schaarste was aan woonruimte, zoals in Amsterdam, werden vanaf 1870 zo goedkoop mogelijke woningen gebouwd met revolutiebouw. De Amsterdamse wijk De Pijp is op deze manier uit de grond gestampt. De meeste arbeiderswijken zijn echter ontwikkeld door gemeenten en woningbouwverenigingen, vooral na de invoering van de Woningwet in 1902. Zij bouwden doorgaans degelijke en betaalbare woningen.

## Vooral in steden

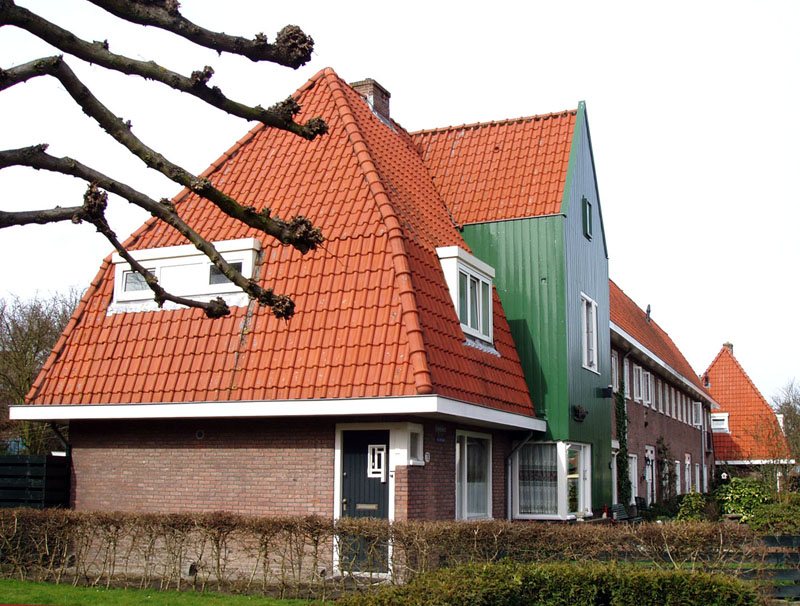
Tuindorp Nieuwendam, nu verhuurd door Ymere

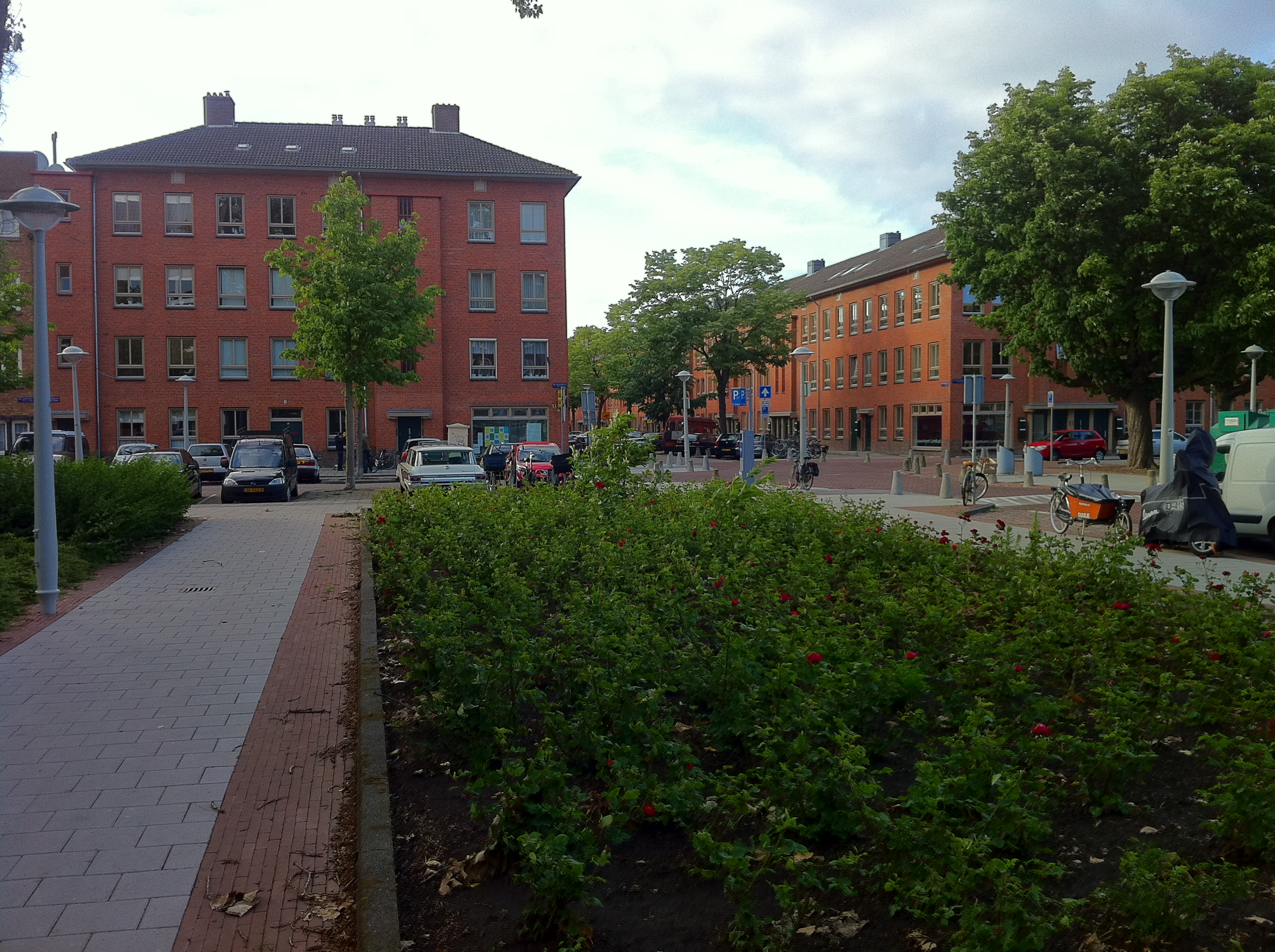
Landlust uit 1934, arbeiderswoningen in Bos en Lommer Amsterdam

In Nederland zijn vooral in Rotterdam, Utrecht, Hengelo en Amsterdam arbeiderswijken te vinden. Maar ook in industriesteden als Eindhoven, Tilburg, Sittard-Geleen en Heerlen zijn sommige wijken zo ontstaan. In de 20e eeuw ontstonden tuindorpen en tuinsteden als ruimere variant van de arbeiderswijk. De wijken boden meer licht, groen en ruimte. Voorbeelden van dergelijke tuindorpen zijn Tuindorp Nieuwendam, Betondorp en Floradorp in Amsterdam. Voorbeelden van tuinsteden zijn de Westelijke Tuinsteden in Amsterdam zoals Osdorp, Geuzenveld, Overtoomse Veld en Slotermeer.
In België zijn de bekendste voorbeelden Le Grand-Hornu en Bois-du-Luc in de provincie Henegouwen, beide gebouwd bij de gelijknamige steenkoolmijnen. Le Grand-Hornu gebouwd rond 1820 geldt als een van de allereerste, en deze van Bois-du-Luc gebouwd rond 1850 heeft zijn oorspronkelijk uitzicht grotendeels behouden.

## Utrecht

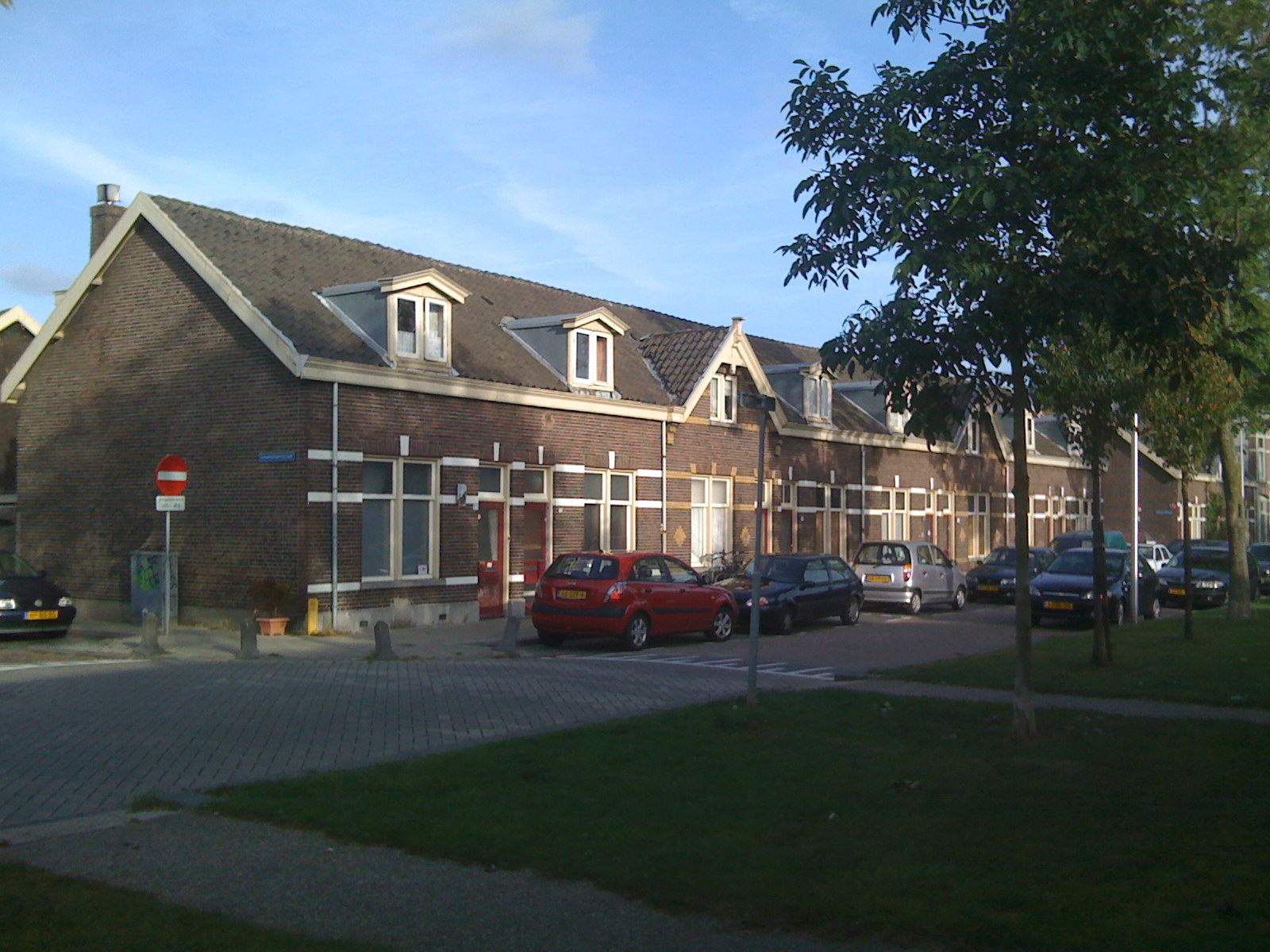
Kleine seriële arbeidershuisjes in de Daalsebuurt, Utrecht

In Utrecht kan men nog steeds veel typische arbeiderswijken vinden als Zuilen, Ondiep, Bloemenbuurt, De Lessepsbuurt, omgeving Oudenoord, Vogelenbuurt, Daalsebuurt, Pijlsweerd, Majella, Lombok, de voormalige bebouwing van Sterrenwijk, en Abstede en Oudwijk-Zuid. Deze Utrechtse arbeiderswijken ontstonden rond de tijd van de vestiging en bloei van de fabrieken Demka, het Werkspoor, Pannevis, de Hooghiemstra (Utrecht)-veevoederfabriek, nog enkele fabrieken in Maarssen en Zeist, en de gemeentelijke gasfabriek.

## Rotterdam
In Rotterdam vindt men vooral rond de haven veel dergelijke wijken, deze woningen waren voor de havenarbeiders van de stad, onder andere Delfshaven, en vele wijken in Rotterdam-Zuid zijn arbeiderswijken. Deze wijken zijn vooral ontstaan tijdens de industriële revolutie, toen er met name Zeeuwse gastarbeiders naar de Rotterdamse havens trokken om daar te zoeken naar werk.